# Kotwa
Kotwa är en ort i Indien.   Den ligger i distriktet Rewa och delstaten Madhya Pradesh, i den centrala delen av landet, 600 km sydost om huvudstaden New Delhi. Kotwa ligger 148 meter över havet och antalet invånare är 13 916.
Terrängen runt Kotwa är platt åt nordost, men åt sydväst är den kuperad. Terrängen runt Kotwa sluttar österut. Runt Kotwa är det tätbefolkat, med 319 invånare per kvadratkilometer. Det finns inga andra samhällen i närheten. I omgivningarna runt Kotwa växer huvudsakligen savannskog.